# Sociovergència
Com a sociovergència alguns autors es refereixen a aquell establishment, o entramat de poder, que controlaria majoritàriament l'economia, els mitjans i la política a Catalunya des de la transició democràtica espanyola. El terme fa referència als seus dos partits majoritaris: PSC i CiU, especialment davant de la possibilitat d'un govern de coalició a la Generalitat de Catalunya. Els crítics d'aquest concepte consideren que no descriu una realitat existent, i que el terme només respon a motivacions partidistes o polítiques.